# Attaque par démarrage à froid
En cryptographie, une attaque par démarrage à froid (de l'anglais « cold boot attack ») est une forme d'attaque par canal auxiliaire dans laquelle un pirate informatique ayant un accès physique à un ordinateur est capable de récupérer les clefs de chiffrement d'une partition de disque dur après un démarrage à froid d'un système d'exploitation. 
L'attaque repose sur la rémanence des données inhérente aux mémoires électroniques de type DRAM ou SRAM pour récupérer l'information préalablement stockée et toujours lisible durant plusieurs secondes, après la coupure de l'alimentation, ou après avoir été retirées de la carte mère
Idéalement cette attaque requiert le refroidissement instantané des puces mémoire par gaz, avant l'extinction de la machine, afin de prolonger la rémanence des données, le temps de brancher la mémoire sur un système de lecture directe.

## Publications
- (en) Cold Boot Attacks on Encryption Keys [PDF] - 2008 USENIX Security Symposium (21 février 2008).